# Andreas Kunadis
Andreas Kunadis (Ανδρέας Κουνάδης, Andreas Kounadis, italienisch Andrea Cunadis; * um 1480; † 1522 in Venedig) war ein griechischer Kaufmann und Förderer griechischer Drucke in Venedig.
Er kam aus Patras nach Venedig. Dort wurde er von Angela Santa Maria, der Tochter des Kaufmanns Damiano Santa Maria, unterstützt.
Seit 1521 erschienen die ersten Drucke liturgischer Bücher in griechischer Sprache in Venedig überhaupt mit seiner finanziellen Unterstützung in der Druckerei von Giovanni Antonio Nicolini da Sabbio.
Andreas Kunadis starb Ende 1522.

## Drucke
- Psalterion. Venetiis : per Io. Antonium & fratres de Sabio : sumptu & requisitione d. Andreae Cunadi, 1521 mense Iunio
- Parakletike. Venetiis : in aedibus Ioannis Antonij et fratrum de Sabio : impensis ac cura domini Andreae Cunadi, 1522 mense Martio
- Triodion. Venetiis : in aedibus Ioannis Antonii, et fratrum de Sabio : impensis & cura domini Andreae Cunadi, 1522 mense Martio
- Typikon kai ta aporrēta. Andreou Kounadou. Enetiēsin : en oikiāi iōannou antōniou kai petrou tōn sabieōn kai autadelphōn, 1545. iannouariōi, 1.[2]